# Bula da União com os Gregos
Laetentur Caeli: Bulla Unionis Graecorum (em português: Alegrem-se os céus: Bula de União com os Gregos) foi uma bula papal publicada em 6 de julho de 1439 pelo Papa Eugênio IV no Concílio de Florença. Reuniu oficialmente a Igreja Católica com a Igreja Ortodoxa, acabando temporariamente com o Cisma do Oriente; entretanto, foi repudiado pela maior parte dos bispos orientais pouco tempo depois. O incipit da bula (e também o título) foi retirado do Salmo 95:11 na Vulgata (Salmo 96 nas versões bíblicas modernas).

## Antecedentes políticos

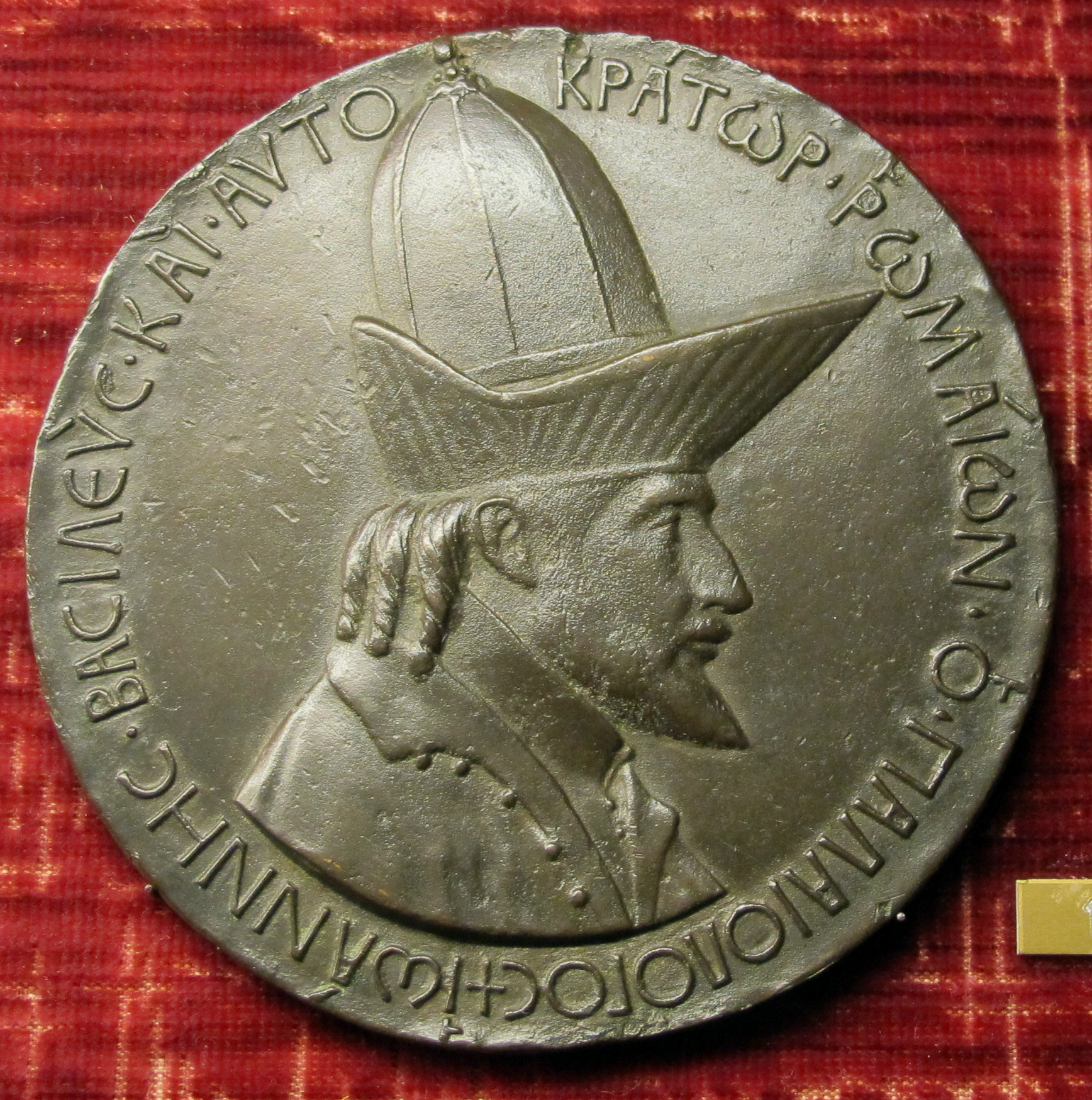
Medalha do Imperador João VIII Paleólogo durante sua visita a Florença, de Pisanello (1438). A inscrição diz, em grego: "João, o Paleólogo, basileu e autocrator dos romanos".

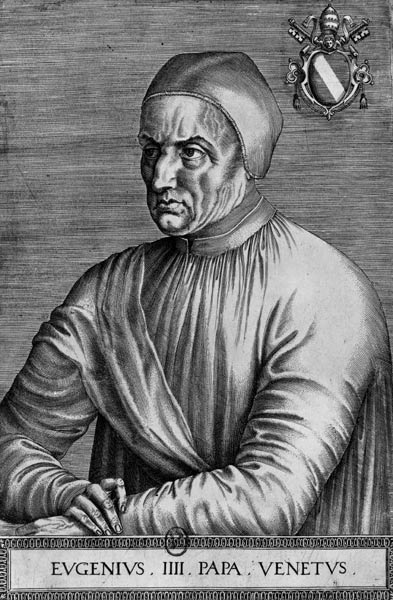
Retrato do Papa Eugênio IV, por Jean Fouquet.

Em 1439, o Império Bizantino estava a beira do colapso, dominando apenas Constantinopla e alguns territórios próximos, enquanto o Império Otomano avançava pela Europa. Durante o reinado de João V Paleólogo no século XIV, o imperador bizantino fez diversos apelos ao Ocidente em troca de uma união entre as Igrejas Católica e Ortodoxa; o papado ignorou esses apelos, assim como Luís I da Hungria. Em 1369, depois da queda de Adrianópolis para os otomanos, João V emitiu novamente um pedido por ajuda, convertendo-se publicamente ao catolicismo. O pedido não foi atendido, e João V foi obrigado a se tornar vassalo do sultão otomano Murade I. Um breve alívio do controle otomano aconteceu mais tarde, quando Tamerlão pressionou os otomanos no leste;  entretanto, em 1420, João VIII Paleólogo novamente precisou pedir ajuda para o Ocidente. Ele fez o mesmo apelo que seu predecessor, viajando com uma delegação para o Concílio de Florença para se reconciliar com a Igreja Ocidental. Ele consultou o filósofo neoplatônico Gemisto Pletão, que o advertiu que as delegações católicas e Ortodoxas deveriam ter poder de voto igual no Concílio; entretanto, o imperador estava muito mais pressionado a concordar com a união do que o papa. Para ajudar a Igreja Ortodoxa Russa a de unir com a Igreja Ocidental, João VIII nomeou Isidoro de Kiev como Metropolita de Kiev em 1436 contra a vontade de Basílio II de Moscou.

## Antecedentes teológicos
A Igreja Católica e a Igreja Ortodoxa desenvolveram diversas diferenças teológicas durante o Cisma de 1054 e nós séculos seguintes. A principal diferença era a inserção da palavra Filioque (em português: e do Filho) na versão latina do Credo Niceno, que os bispos ortodoxos recusaram-se a aceitar. Além disso, o dogma ortodoxo processava que o Espírito Santo procedia do Pai, enquanto o dogma católico processava que procedia do Pai e do Filho. Os bispos orientais no Concílio de Florença negaram veementemente que qualquer concílio ecumênico tivesse poder de adicionar alguma coisa ao credo. Um segundo problema central era a Supremacia Papal, que os bispos ortodoxos também negavam. Outros pontos importantes eram a doutrina do Purgatório, que os bispos orientais rejeitavam, e o uso de pão fermentado, onde as igrejas ortodoxas usavam pão fermentado na Eucaristia, enquanto os católicos romanos usavam pão sem fermento.

## Concílio de Florença eLaetentur Caeli
Laetentur caeli et exultet terra. Sublatus est enim de medio paries qui occidentalem orientalemque dividebat ecclesiam et pax atque concordia rediit, illo angulari lapide Christo qui fecit utraque unum, vinculo fortissimo caritatis et pacis utrumque iungente parietem et perpetue unitatis federe copulante ac continente; postque longam meroris nebulam et dissidii diuturni atram ingratamque caliginem, serenum omnibus unionis optate iubar illuxit.

Papa Eugênio IV, Laetentur Caeli, texto de abertura.
Os 700 legados ortodoxos no Concílio de Florença tiveram seus gastos cobertos pelo papa. Inicialmente, o patriarca ortodoxo José II de Constantinopla estava presente, mas quando ele morreu antes do fim do Concílio, o Imperador João VIII assumiu os assuntos eclesiásticos.
Para isso, ele nomeou o uniata Metrófanes II de Constantinopla como sucessor de José II. No verão de 1439, o Concílio mudou-se de Ferrara para Florença por causa da proposta de Cosme de Médici de pagar os gastos dos delegados gregos.
Como o Ocidente católico tinha todo o poder de barganha, dada a situação de João VIII, a união das igrejas foi uma questão simples para o imperador. Ele ordenou que os representantes orientais aceitassem as doutrinas do Filioque, supremacia papal e do Purgatório, conforme Eugênio IV pedira. Em troca, Eugênio comprometeu-se a fornecer ajuda militar para a defesa de Constantinopla e a incentivar o rei da Germânia, Alberto II, a declarar guerra contra os otomanos. Em 6 de julho de 1439, o imperador e todos os bispos presentes, exceto um, deram seu assentimento, assinando seus nomes nos Artigos da União de Eugênio. O dia foi proclamado feriado público em Florença, o Dia da União, e realizaram-se cerimônias triunfais. Eugênio IV então proclamou oficialmente a união por meio da bula Laetentur Coeli. A bula foi lida do púlpito da Catedral de Florença por um grego, Basílio Bessarion, e um latino, Guiliano Cesarini.
Laetentur Coeli contém a primeira declaração conciliar formal de primazia papal. Acredita-se que Eugênio IV tenha insistido nisso porque sua primazia estava sendo ameaçada pelo Antipapa Félix V, e pelo Movimento Conciliar no Concílio de Basileia. A bula não mencionou as diferenças de interpretação entre o Oriente e o Ocidente sobre o papado, afirmando, apenas, a posição ocidental. Sobre o Filioque, o mesmo aconteceu, enfatizando os pontos em comum entre as visões oriental e ocidental, mas enfatizando a visão católica sem nem mencionar as objeções orientais. Sobre o uso de fermento na Eucaristia, a bula determinou que o pão deveria ser usado de acordo com o costume local. A doutrina do Purgatório e a eficácia das orações por aqueles que estão no Purgatório foram reafirmadas, novamente reafirmando a doutrina ocidental. Por fim, a bula definiu a ordem de primazia entre os patriarcas da pentarquia: Roma, Constantinopla, Alexandria, Antioquia e Jerusalém.
A única voz dissidente contra a bula foi Marcos de Éfeso, delegado do patriarca de Alexandria, que se recusou a concordar com as doutrinas do Filioque e do Purgatório, e sustentou que Roma continuava em heresia e cisma. Ao ver que a assinatura de Marcos estava faltando, Eugênio IV declarou: "E assim não conseguimos nada.” Apesar disso, a união prosseguiu, e representantes do Vaticano seriam enviados a Constantinopla para ver como a união estava sendo implementada.

## Texto em português

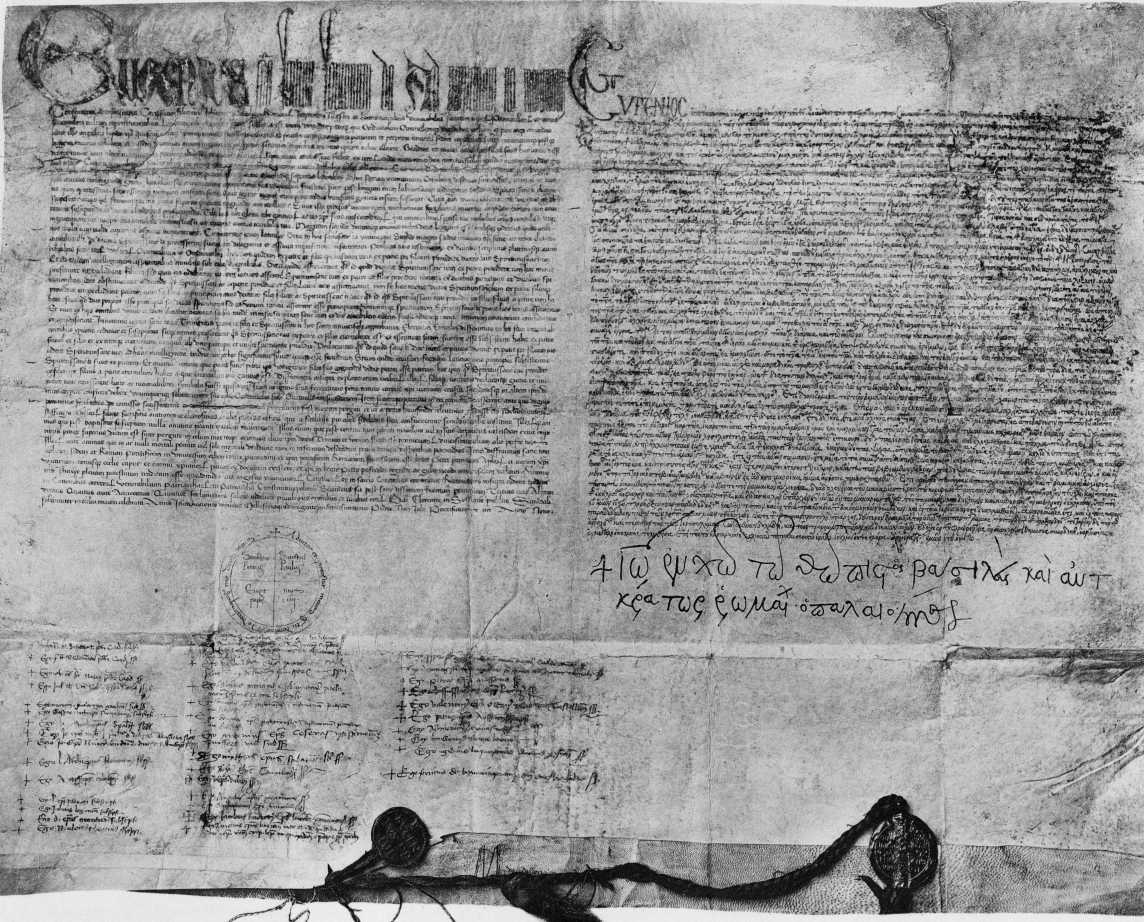
Imagem do texto original.

Concílio de Florença (XVII Concílio Ecumênico), Sessão 6 — 6 de julho de 1439
[Definição do santo sínodo ecumênico de Florença, presidido pelo Papa Eugênio IV]
Eugênio bispo, servo dos servos de Deus, para a perpétua memória. Em tudo o que se segue, de acordo com nosso querido filho João Paleólogo, ilustre imperador dos romanos, com os representantes dos nossos veneráveis irmãos, os patriarcas e os outros representantes da Igreja oriental
Alegrem-se os céus e exulte a terra. Porque a muralha que dividia o ocidente e a Igreja oriental foi derrubada, e a paz e a harmonia retornaram, por meio daquela pedra angular, Cristo, que fez das duas uma, uniu ambos os lados com um poderosíssimo laço de amor e paz, unindo perpetuamente e mantendo o laço da unidade numa aliança eterna; depois de uma longa névoa de tristeza e a escuridão da discórdia prolongada, a luz serena, desejada por todos, raiou.
Que a Mãe Igreja alegre-se igualmente. Pois agora ela contempla seus filhos, que antes estavam desunidos, agora unidos e em paz, e aquela que que antes chorava amargamente por sua separação, dê agora graças a Deus Todo-poderoso com inefável alegria, por vê-los em tão admirável concórdia. Exultem todos os fiéis em todo o orbe, e todos os que se chamam pelo nome de cristãos alegrem-se com a mãe Igreja católica. Eis que os Padres o Oriente e do Ocidente, após um longo período de dissensão e discórdia, expondo-se aos perigos do mar e da terra e superando todos os trabalhos, reuniram-se em alegria e prestreza neste sagrado Concílio Ecumênico, com o desejo de restaurar a sacratíssima união e o antigo amor. E não foram frustrados em sua intenção. Pois, após longa e trabalhosa busca, finalmente, pela clemência do Espírito Santo, alcançaram aquela união tão desejada e santíssima. Quem, então, poderia dar graças dignas pelos benefícios do Deus Todo-poderoso? Quem não se maravilharia das riquezas de tão divina misericórdia? Que coração, ainda que de ferro, não se enterneceria com tamanha grandeza de piedade celeste?
Com efeito, estas são obras divinas, não inveções da fragilidade humana; e, por isso, devem ser acolhidas com extrema veneração e acompanhada de louvores divinos. A ti, louvor; a ti, glória; a ti, ação de graças, ó Cristo, fonte de misericórdias, que concedeste tanto bem à tua esposa, a Igreja católica, e que em nossa geração manifestaste os milagres da tua piedade, para que todos anunciem as tuas maravilhas. De fato, Deus nos concedeu um grande e divino dom; e vimos com os olhos o que muitos antes de nós, embora muito desejassem, não puderam contemplar
De fato, os latinos e os gregos reunidos neste sacrossanto sínodo ecumênico empregaram grande zelo mútuo para que, entre outros assuntos, também o artigo sobre a divina processão do Espírito Santo fosse examinado com a máxima diligência e constante investigação. E, tendo sido apresentados testemunhos das Sagradas Escrituras e numerosas autoridades dos santos doutores orientais e ocidentais — alguns afirmando que o Espírito Santo procede do Pai e do Filho, outros dizendo que procede do Pai por meio do Filho, todos, porém, expressando a mesma compreensão sob palavras diferentes —, os gregos declararam que, ao dizerem que o Espírito Santo procede do Pai, não o fazem com a intenção de excluir o Filho; mas, como lhes parecia que os latinos afirmavam que o Espírito Santo procedia do Pai e do Filho, como de dois princípios e duas espirações, por isso se abstiveram de dizer que o Espírito Santo procede do Pai e do Filho. Por sua parte, os latinos afirmaram que, ao dizerem que o Espírito Santo procede do Pai e do Filho, não têm a intenção de excluir o Pai como fonte e princípio de toda a divindade, tanto do Filho quanto do Espírito Santo; nem de afirmar que o fato de o Espírito Santo proceder do Filho não tenha o próprio Filho recebido do Pai; nem tampouco pretendem indicar dois princípios ou duas espirações, mas querem afirmar que há um só princípio e uma única espiração do Espírito Santo, conforme sempre professaram. E, como de tudo isso, se deduz um único e mesmo sentido de verdade, finalmente, com o mesmo sentido e a mesma intenção, concordaram e consentiram unanimemente na união santa e amável a Deus, que se segue por escrito
Portanto, em nome da Santíssima Trindade, do Pai, do Filho e do Espírito Santo com a aprovação deste sagrado Concílio universal de Florença, definimos que esta verdade de fé deve ser crida e recebida por todos os cristãos, e assim todos devem professá-la: que o Espírito Santo procede eternamente do Pai e do Filho, e que sua essência e existência subsistente Ele a tem do Pai e do Filho ao mesmo tempo, e procede de ambos eternamente como de um só princípio e de uma única espiração. Declaramos que aquilo que os santos doutores e Padres dizem, que o Espírito Santo procede do Pai por meio do Filho, tende a este entendimento: que por isso se quer significar que o Filho também é, segundo os gregos, causa, e segundo os latinos, princípio da subsistência do Espírito Santo, assim como o Pai.
E porque tudo o que é do Pai, o próprio Pai deu ao Filho unigênito ao gerá-lo, exceto ser Pai, isso mesmo, que o Espírito Santo procede do Filho, o Filho o tem do Pai eternamente, de quem também é eternamente gerado.
Definimos ainda que a explicação das palavras "e do Filho", para declarar a verdade e por necessidade iminente na época, foi legitimamente e razoavelmente acrescentada ao símbolo.
Igualmente, que tanto no pão ázimo quanto no pão fermentado de trigo se realiza verdadeiramente o corpo de Cristo, e que os sacerdotes devem consagrar o corpo do Senhor em uma ou outra forma, segundo o costume de sua Igreja, seja ocidental, seja oriental. Igualmente, que as almas dos verdadeiros  penitentes que morrem na caridade de Deus, antes de terem satisfeito com frutos dignos de penitência pelas faltas cometidas ou omissões, são purifocadas após a morte pelas penas do Purgatório; e que, para que sejam aliviadas dessas penas, aproveitam-lhes os sufrágios dos fiéis vivos, isto é, os sacrifícios das missas, as orações, esmolas e outras obras de piedade que os fiéis costumam oferecer por outros fiéis, conforme os costumes da Igreja. 
E que as almas daqueles que, após terem recebido o batismo, não incorreram absolutamente em mancha de pecado; bem como aquelas que, tendo contraído alguma mancha, foram purificadas, seja em seus corpos, seja já estando separadas deles, como foi dito acima, são imediatamente recebidas no céu e veem claramente o próprio Deus trino e uno tal como Ele é, embora em graus diversos de perfeição, segundo os méritos de cada um. Mas as almas daqueles que morrem em pecado mortal atual ou apenas com o pecado original descem imediatamente ao inferno para serem punidas, porém com penas diferentes. Igualmente, definimos que a Santa Sé Apostólica e o Romano Pontífice têm o primado sobre toda a terra, e que o mesmo Pontífice Romano é o sucessor do bem-aventurado Pedro, príncipe dos apóstolos, e verdadeiro vigário de Cristo, cabeça de toda a Igreja e pai e doutor de todos os cristãos; e que a ele foi entregue, no bem-aventurado Pedro, foi entregue por Nosso Senhor Jesus Cristo plena autoridade de apascentar, governar e dirigir a Igreja universal, como também está contido nos atos dos Concílios ecumênicos e nos sagrados cânones.
Renovamos, além disso, a ordem estabelecida nos cânones quanto aos demais patriarcas veneráveis, de modo que o Patriarca de Constantinopla seja o segundo após o Santíssimo Pontífice Romano, o terceiro seja o de Alexandria, o quarto o de Antioquia e o quinto o de Jerusalém, sem prejuízo, é claro, de seus privilégios e direitos.

## Resultados

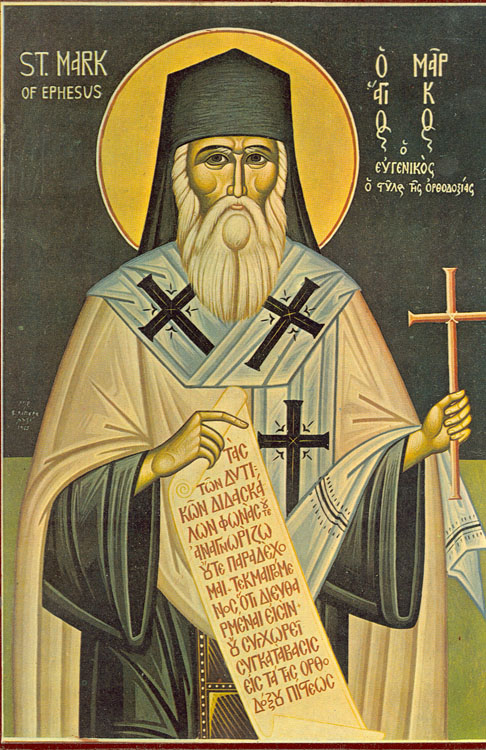
Afresco de Marcos de Éfeso.

No Ocidente, o Papa Eugênio IV conduziu novas negociações na tentativa de estender a união. Ele assinou um acordo com os armênios em 22 de novembro de 1439, e com uma parte dos jacobitas da Síria em 1443, e em 1445 recebeu alguns dos nestorianos e a porção cipriota dos maronitas. Essas uniões se mostraram instáveis e, em sua maioria, não duraram. Na primavera de 1442, o papa começou a planejar uma cruzada por terra e mar contra os otomanos da Hungria e do Mediterrâneo para cumprir as promessas do Papa. Esses planos foram inicialmente retardados por uma guerra civil na Hungria. Em 1º de janeiro de 1443, Eugênio IV finalmente proclamou uma cruzada oficial. Ladislau III da Polônia, agora também rei da Hungria, concordou, mas não conseguiu encontrar apoio entre seus nobres poloneses porque eles apoiavam o Movimento Conciliar contra o Papa.  Władysław, no entanto, empreendeu a cruzada com tropas húngaras e foi morto na Batalha de Varna dentro de um ano, encerrando a tentativa. Constantinopla não podia mais esperar o apoio militar do Ocidente.

No Oriente, João VIII, Marcos de Éfeso, e o resto dos hierarcas orientais retornaram a Constantinopla em 1 de fevereiro de 1440. Eles logo descobriram que o povo bizantino e os monges do Monte Atos, reunidos em torno de Marcos, rejeitaram amplamente a união. Os novos bispos católicos orientais, em oposição a Marcos, atestaram sua resistência:
“Tendo retornado a Constantinopla, Éfeso perturbou e confundiu a Igreja Oriental com seus escritos e discursos dirigidos contra os decretos do Concílio de Florença."
A opinião entre os bispos da Rússia, contrária à de Constantinopla, permaneceu com Marcos, e em 1443 a maioria dos patriarcas russos repudiou o Concílio de Florença e a união das igrejas. Assim, Isidoro de Kiev foi preso por ordem de Basílio II após seu retorno a Moscou e condenado por apostasia, após o que foi preso; ele então escapou e fugiu para Roma para se tornar cardeal. Ele retornou a Constantinopla em 1452 para celebrar a união, mas foi forçado a fugir para Roma novamente quando a cidade caiu para os otomanos. Enquanto isso, em 1448, buscando escapar de qualquer influência unionista, a Igreja Ortodoxa Russa declarou-se autocéfala.

Os governos veneziano e genovês garantiram que nenhum apoio significativo do Ocidente chegasse a Constantinopla, apoiando os otomanos contra os bizantinos. Com a queda de Constantinopla, as últimas perspectivas da união também caíram. Os novos governantes otomanos queriam impedir que os bizantinos conquistados apelassem para o Ocidente, então o sultão Maomé, o Conquistador, nomeou o anti-união Genádio como Patriarca Ecumênico de Constantinopla; ele imediatamente renunciou ao Filioque e o Cisma do Orient foi renovado.